# Сафонова, Людмила Михайловна
Людми́ла Миха́йловна Сафо́нова (род. 1 января 1954, Барнаул) — российский тренер по плаванию.

## Биография
В 1975 году окончила Барнаульский государственный педагогический институт по специальности «учитель физического воспитания».
В 1986 году приняла предложение преподавать в детско-юношеской спортивной школе по плаванию и прыжкам в воду в спортивном клубе Волжского автомобильного завода.
Спортивный судья 1 категории по плаванию.

## Воспитанники
- Софья Чичайкина — мастер спорта, неоднократный призёр чемпионата России. Под руководством Людмилы Михайловны стала призёром Кубка России в 2021 году на дистанции 200 м баттерфляем[3][4].